# 1995年の日本
1995年の日本（1995ねんのにほん）では、1995年（平成7年）の日本の出来事・流行・世相などについてまとめる。

## 他の紀年法
日本では、西暦の他にも以下の紀年法を使用している。なお、以下の紀年法は西暦と月日が一致している。
- 元号
  - 平成7年
- 神武天皇即位紀元
  - 皇紀2655年
- 干支
  - 乙亥（きのと い）

## カレンダー
| 1月 |    |    |    |    |    |    |
| 日  | 月 | 火 | 水 | 木 | 金 | 土 |
| 1   | 2  | 3  | 4  | 5  | 6  | 7  |
| 8   | 9  | 10 | 11 | 12 | 13 | 14 |
| 15  | 16 | 17 | 18 | 19 | 20 | 21 |
| 22  | 23 | 24 | 25 | 26 | 27 | 28 |
| 29  | 30 | 31 |    |    |    |    |
|     |    |    |    |    |    |    |

| 2月 |    |    |    |    |    |    |
| 日  | 月 | 火 | 水 | 木 | 金 | 土 |
|     |    |    | 1  | 2  | 3  | 4  |
| 5   | 6  | 7  | 8  | 9  | 10 | 11 |
| 12  | 13 | 14 | 15 | 16 | 17 | 18 |
| 19  | 20 | 21 | 22 | 23 | 24 | 25 |
| 26  | 27 | 28 |    |    |    |    |
|     |    |    |    |    |    |    |

| 3月 |    |    |    |    |    |    |
| 日  | 月 | 火 | 水 | 木 | 金 | 土 |
|     |    |    | 1  | 2  | 3  | 4  |
| 5   | 6  | 7  | 8  | 9  | 10 | 11 |
| 12  | 13 | 14 | 15 | 16 | 17 | 18 |
| 19  | 20 | 21 | 22 | 23 | 24 | 25 |
| 26  | 27 | 28 | 29 | 30 | 31 |    |
|     |    |    |    |    |    |    |

| 4月 |    |    |    |    |    |    |
| 日  | 月 | 火 | 水 | 木 | 金 | 土 |
|     |    |    |    |    |    | 1  |
| 2   | 3  | 4  | 5  | 6  | 7  | 8  |
| 9   | 10 | 11 | 12 | 13 | 14 | 15 |
| 16  | 17 | 18 | 19 | 20 | 21 | 22 |
| 23  | 24 | 25 | 26 | 27 | 28 | 29 |
| 30  |    |    |    |    |    |    |
|     |    |    |    |    |    |    |

| 5月 |    |    |    |    |    |    |
| 日  | 月 | 火 | 水 | 木 | 金 | 土 |
|     | 1  | 2  | 3  | 4  | 5  | 6  |
| 7   | 8  | 9  | 10 | 11 | 12 | 13 |
| 14  | 15 | 16 | 17 | 18 | 19 | 20 |
| 21  | 22 | 23 | 24 | 25 | 26 | 27 |
| 28  | 29 | 30 | 31 |    |    |    |
|     |    |    |    |    |    |    |

| 6月 |    |    |    |    |    |    |
| 日  | 月 | 火 | 水 | 木 | 金 | 土 |
|     |    |    |    | 1  | 2  | 3  |
| 4   | 5  | 6  | 7  | 8  | 9  | 10 |
| 11  | 12 | 13 | 14 | 15 | 16 | 17 |
| 18  | 19 | 20 | 21 | 22 | 23 | 24 |
| 25  | 26 | 27 | 28 | 29 | 30 |    |
|     |    |    |    |    |    |    |

| 7月 |    |    |    |    |    |    |
| 日  | 月 | 火 | 水 | 木 | 金 | 土 |
|     |    |    |    |    |    | 1  |
| 2   | 3  | 4  | 5  | 6  | 7  | 8  |
| 9   | 10 | 11 | 12 | 13 | 14 | 15 |
| 16  | 17 | 18 | 19 | 20 | 21 | 22 |
| 23  | 24 | 25 | 26 | 27 | 28 | 29 |
| 30  | 31 |    |    |    |    |    |
|     |    |    |    |    |    |    |

| 8月 |    |    |    |    |    |    |
| 日  | 月 | 火 | 水 | 木 | 金 | 土 |
|     |    | 1  | 2  | 3  | 4  | 5  |
| 6   | 7  | 8  | 9  | 10 | 11 | 12 |
| 13  | 14 | 15 | 16 | 17 | 18 | 19 |
| 20  | 21 | 22 | 23 | 24 | 25 | 26 |
| 27  | 28 | 29 | 30 | 31 |    |    |
|     |    |    |    |    |    |    |

| 9月 |    |    |    |    |    |    |
| 日  | 月 | 火 | 水 | 木 | 金 | 土 |
|     |    |    |    |    | 1  | 2  |
| 3   | 4  | 5  | 6  | 7  | 8  | 9  |
| 10  | 11 | 12 | 13 | 14 | 15 | 16 |
| 17  | 18 | 19 | 20 | 21 | 22 | 23 |
| 24  | 25 | 26 | 27 | 28 | 29 | 30 |
|     |    |    |    |    |    |    |

| 10月 |    |    |    |    |    |    |
| 日   | 月 | 火 | 水 | 木 | 金 | 土 |
| 1    | 2  | 3  | 4  | 5  | 6  | 7  |
| 8    | 9  | 10 | 11 | 12 | 13 | 14 |
| 15   | 16 | 17 | 18 | 19 | 20 | 21 |
| 22   | 23 | 24 | 25 | 26 | 27 | 28 |
| 29   | 30 | 31 |    |    |    |    |
|      |    |    |    |    |    |    |

| 11月 |    |    |    |    |    |    |
| 日   | 月 | 火 | 水 | 木 | 金 | 土 |
|      |    |    | 1  | 2  | 3  | 4  |
| 5    | 6  | 7  | 8  | 9  | 10 | 11 |
| 12   | 13 | 14 | 15 | 16 | 17 | 18 |
| 19   | 20 | 21 | 22 | 23 | 24 | 25 |
| 26   | 27 | 28 | 29 | 30 |    |    |
|      |    |    |    |    |    |    |

| 12月 |    |    |    |    |    |    |
| 日   | 月 | 火 | 水 | 木 | 金 | 土 |
|      |    |    |    |    | 1  | 2  |
| 3    | 4  | 5  | 6  | 7  | 8  | 9  |
| 10   | 11 | 12 | 13 | 14 | 15 | 16 |
| 17   | 18 | 19 | 20 | 21 | 22 | 23 |
| 24   | 25 | 26 | 27 | 28 | 29 | 30 |
| 31   |    |    |    |    |    |    |
|      |    |    |    |    |    |    |

## 在職者
- 天皇: 明仁
- 内閣総理大臣: 村山富市（日本社会党）
- 内閣官房長官: 五十嵐広三（日本社会党）、8月8日より野坂浩賢（日本社会党）
- 最高裁判所長官: 草場良八、11月7日より三好達
- 衆議院議長: 土井たか子（日本社会党）
- 参議院議長: 原文兵衛（自由民主党）、8月4日より斎藤十朗（自由民主党）
- 国会: 第132回 (常会, 1月20日-6月18日)、第133回 (臨時会, 8月4日-8日)、第134回 (臨時会, 9月29日-12月15日)

## 世相
- 阪神・淡路大震災及び地下鉄サリン事件（一連のオウム真理教事件）により社会不安が広がる。
- マイクロソフトのMicrosoft Windows 95が発売され、ウィンドウズがオペレーションシステムのデファクトスタンダードとなる。
- ダウンジャケットやロングブーツが大流行する。
- コギャルが出現する。

### 1995年の流行語
「無党派」、「NOMO」（野茂英雄）、「がんばろうKOBE」が新語・流行語大賞の年間大賞を受賞した（その他の受賞語は後節「#流行語」も参照）。

### 1995年の漢字
今年の漢字が始まる。
「震」・・・阪神・淡路大震災や地下鉄サリン事件（一連のオウム真理教事件）により社会不安が広がった事からこの漢字になった。

### 周年
- 第二次世界大戦・太平洋戦争関連、終結から50年（終戦50周年）。
  - 2月19日〜3月26日 - 硫黄島の戦い。
  - 3月10日 - 東京大空襲。
  - 3月27日〜6月20日 - 沖縄戦。
  - 4月7日 - 戦艦大和撃沈。
  - 8月6日 - 広島市への原子爆弾投下。
  - 8月9日 - 長崎市への原子爆弾投下。
  - 8月11日〜8月25日 - 樺太の戦い (1945年) 。
  - 8月14日 - ポツダム宣言受諾。
  - 8月15日 - 終戦の日。
  - 9月2日 - 日本の降伏文書調印により太平洋戦争終戦。
- 1月1日 - トヨタ・クラウン発売開始40周年。
- 1月9日 - 北九州モノレール（平和通駅〈当時は小倉駅〉 - 企救丘駅）開業10周年。
- 2月26日 - サンケイスポーツ創刊40周年。
- 3月10日 - 山陽新幹線全線開業（岡山 - 博多間開業）20周年。
- 3月14日 - 東北新幹線上野駅開業10周年。
- 3月17日 - つくば科学万博開幕から10周年。
- 3月18日 - 博物館明治村開村30周年。
- 3月22日 - NHKラジオ放送（NHKラジオ第1放送）開始70周年。
- 4月1日
  - 淑徳大学創立30周年。
  - 阪南大学創立30周年。
  - NTT・JT発足10周年。
- 4月5日
  - 原爆ドーム（当時は広島県物産陳列館）竣工80周年。
  - スーパー戦隊シリーズ放送開始20周年。
- 5月5日 - 普通選挙法施行70周年（当時は25歳以上の男性に投票権があった）。
- 6月29日 - 秋篠宮家創設5周年。
- 7月20日 - 沖縄国際海洋博覧会開催20周年。
- 8月3日 - 少女漫画雑誌『りぼん』（集英社）創刊40周年。
- 8月12日 - 日本航空123便墜落事故から10年。
- 9月5日 - 日露戦争による日露講和条約（ポーツマス条約）締結から90周年。
- 9月13日 - スーパーマリオブラザーズ発売10周年。
- 9月22日 - プラザ合意から10周年。
- 10月 - 宝くじ発売開始50周年。
- 12月10日 - 阪神タイガース創設60周年。
- 12月18日 - 日韓国交正常化30周年。
- 女性参政権獲得50周年。
- 全国高等学校野球選手権大会80周年（旧制中学時代を含む）。

## できごと

### 1月

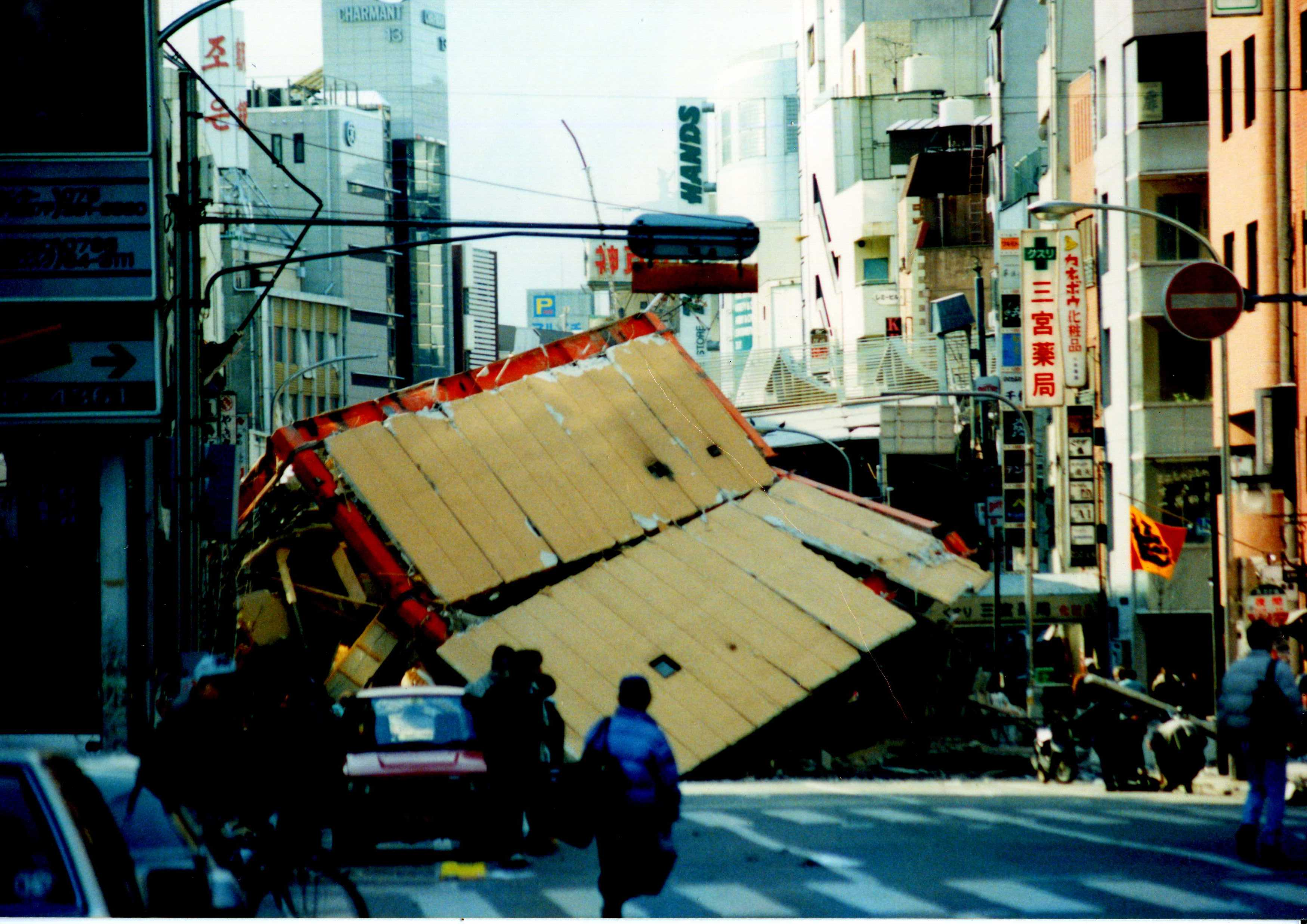
阪神・淡路大震災（1月17日）

- 1月1日 - この日付の読売新聞朝刊1面で、山梨県上九一色村（当時）にあるオウム真理教の施設で神経ガス「サリン」の残留物が検出されたと報道。
- 1月4日 - オウム真理教事件：オウム真理教が被害者の会会長をVXで襲撃する事件を起こす。
- 1月5日 - 埼玉愛犬家連続殺人事件の犯人が逮捕される。
- 1月9日 - 近鉄バファローズの野茂英雄投手がMLB挑戦を表明。
- 1月14日 - 坂上忍が飲酒運転で電柱を倒壊させ逃走、さらに車に当て逃げし、パトカー数台とカーチェイスの末に酒酔い運転で現行犯逮捕[1][2]。
- 1月17日 - 午前5時46分、明石海峡を震源とする直下型地震、「兵庫県南部地震（阪神・淡路大震災）」が発生[3]。
- 1月30日
  - 文藝春秋が発行する雑誌「マルコポーロ」の1995年2月号のホロコースト（ユダヤ人大虐殺）は作り話だったとする記事にイスラエル政府やユダヤ人団体が抗議、同社は「記事に間違いがあった」として「マルコポーロ」の花田紀凱編集長を解任、同誌を廃刊[3]。2月14日に文藝春秋の田中健五社長が引責辞任（マルコポーロ事件）。
  - スズキが「カルタスクレセント」を発売（10月には「X-90」を発売）。

### 2月
- 2月6日 - 三菱自動車工業が「パジェロジュニア」を発売。
- 2月11日 - 安房峠道路水蒸気爆発事故。4人死亡。
- 2月13日 - 近鉄を退団した野茂英雄が、MLBのロサンゼルス・ドジャースに入団することが決定。
- 2月20日 - マツダが「プロシードレバンテ」を発売。
- 2月22日 - ロッキード事件の丸紅ルート裁判で、最高裁が田中角栄元首相への5億円賄賂の受け渡しを認めた1、2審の有罪判決を維持、最後まで残った檜山廣丸紅元会長らの上告を棄却。16人が起訴された一連のロッキード裁判は公判中に死亡した5人を除く全員の有罪で決着[4]。
- 2月23日 - 本田技研工業が「セイバー」を発売。
- 2月25日 - TOKYO FM系『JET STREAM』の初代ナレーターを27年間務めた城達也が死去。
- 2月28日 - オウム真理教事件：公証人役場事務長逮捕監禁致死事件発生。

### 3月

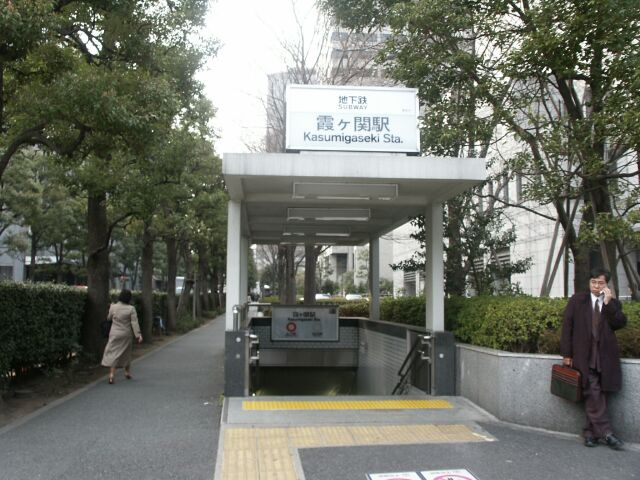
地下鉄サリン事件（3月20日）の現場となった営団霞ケ関駅

- 3月8日 - 海の日が制定され、翌年7月20日より施行された。
- 3月10日 - カシオ計算機が液晶デジタルカメラ「QV-10」を発売。
- 3月19日 - テレビアニメ『ルパン三世』のルパン役等で知られた山田康雄が死去。
- 3月20日
  - オウム真理教事件：地下鉄サリン事件が発生。14人が死亡、5,510人が重軽傷[3]。
  - 前年に経営破綻した東京協和信用組合・安全信用組合の受け皿銀行として設立された東京共同銀行が営業を開始。現在の整理回収機構。
- 3月22日 - オウム真理教事件：警視庁、オウム真理教の教団全施設の強制捜査を開始[3]。
- 3月25日 - 第67回選抜高等学校野球大会が開幕。
- 3月29日 - NHK総合テレビで生活情報番組『ためしてガッテン』放送開始。
- 3月30日 - 警察庁長官狙撃事件発生[3]。

### 4月
- 4月1日
  - 栗原電鉄が第三セクター方式のくりはら田園鉄道に移行、電化設備を廃止し気動車による運行となる。
  - 愛媛朝日テレビ（テレビ朝日系）が開局。
  - 千葉急行電鉄大森台駅 - ちはら台駅間、北総開発鉄道千葉ニュータウン中央駅 - 印西牧の原駅間、泉北高速鉄道光明池駅 - 和泉中央駅間がそれぞれ延伸開業。
- 4月5日 - 第67回選抜高等学校野球大会の決勝戦が阪神甲子園球場で行われ、観音寺中央が銚子商を4-0で破り、初優勝。
- 4月8日 - オウム真理教事件：教団幹部の林郁夫・石川公一を逮捕。
- 4月9日 - 第13回統一地方選挙、前半選挙（都道府県知事と議会議員、政令指定都市の市長及び議会議員の選挙）の投票日。青島幸男東京都知事と横山ノック大阪府知事が当選[4]。
- 4月12日 - オウム真理教事件：教団幹部の新実智光を逮捕。
- 4月14日 - 自民党の石原慎太郎衆議院議員が在職25年表彰の国会演説で突然の議員辞職を表明。
- 4月15日
  - オウム真理教の麻原彰晃が東京で大地震が発生すると予言した日。いわゆる4月15日予言であり、独り歩きした予言はオウムのテロ実行という噂へと変貌し、前日から東京一帯、特に新宿方面では厳戒態勢に陥った。
  - テレビ東京、人気バラエティ番組『出没!アド街ック天国』放送開始。
- 4月19日
  - 東京外国為替市場で1ドル＝79.75円の1947年以来  の高値を記録[4]。2011年3月16日に破られた。
  - 横浜駅異臭事件が発生。7月6日に犯人を逮捕。
- 4月20日
  - JR九州ダイヤ改正[5]。
    - 営業運転車としては初の交流振り子式電車となるJR九州883系電車『ソニックにちりん』の運行開始。
    - 日豊本線で特急『 きりしま』運行開始。
    - 日豊本線吉富駅開業。

  - オウム真理教事件：教団幹部の早川紀代秀を逮捕。
- 4月22日 - 日本全国の公立学校でそれまでの毎月第2土曜日に加え第4土曜日も休業日となる（学校週5日制）。
- 4月23日 - オウム真理教事件：教団幹部の村井秀夫が刺殺される（村井秀夫刺殺事件）。
- 4月29日 - 元体操選手の岡崎聡子が大麻取締法違反で逮捕（初の逮捕）。

### 5月
- 5月13日 - 東京都立大島南高等学校の寄宿舎で、生徒12人が上級生3人から漁港の堤防から海へ飛び込むよう強要され、3人が死亡。1人が行方不明となる。また生徒たちの日記や証言から、これ以前にも上級生らによるいじめが連日横行していた事が発覚し、社会問題に。
- 5月15日 - オウム真理教事件：教団幹部の井上嘉浩、豊田亨を逮捕。
- 5月16日
  - オウム真理教事件：教祖の麻原彰晃こと松本智津夫を逮捕[3]。
  - 東京都庁小包爆弾事件が発生。職員1人が重傷を負う。
- 5月29日 - 横綱・貴乃花が元フジテレビアナウンサーの河野景子と結婚。
- 5月31日 - 青島幸男東京都知事が東京臨海副都心で開催予定だった世界都市博覧会の中止を選挙公約通り決定。

### 6月

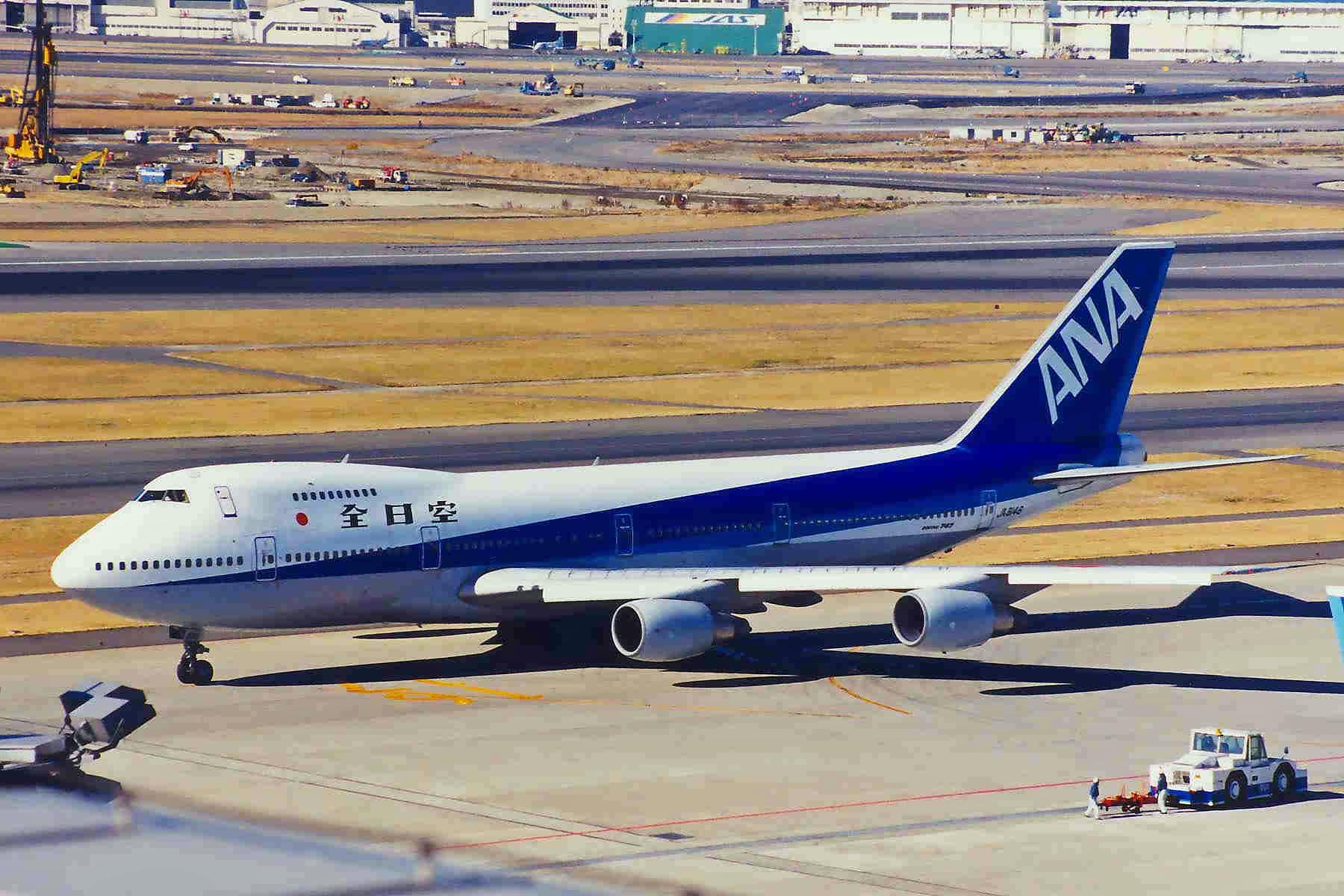
ハイジャック（6月21日）された航空機の同型機

- 6月5日 - 漫画雑誌『週刊少年ジャンプ』に連載されていた鳥山明の人気漫画『ドラゴンボール』が6月5日号で最終回を迎え[6]、1984年から続いた連載を終了する[7]。
- 6月8日 - 全仏オープンテニスで伊達公子が日本人選手初のベスト4進出、準決勝でアランチャ・サンチェス(スペイン)に5-7,3-6で敗退
- 6月21日 - 羽田発函館行きの全日空機（ANA-857便）がハイジャックされる（全日空857便ハイジャック事件）。
- 6月26日 - マツダが「ボンゴフレンディ」を発売。

### 7月
- 7月1日
  - 製造物責任法（PL法）が施行[4]。
  - 札幌・東京地区を皮切りにPHSサービス営業開始。
- 7月2日 - 野茂英雄、日本人として初めてメジャーリーグ・オールスターゲームの出場選手として選ばれる。
- 7月5日
  - テニスのウィンブルドン選手権大会で、松岡修造が日本人男子選手として「62年ぶり」のベスト8進出。準々決勝でピート・サンプラス(アメリカ)にセットカウント 1-3 で敗退。
  - 福島県須賀川市で福島悪魔払い殺人事件が発覚。
- 7月7日 - 大正7年生まれの人はこの年（平成7年）で77歳になるため、さらにこの日が誕生日であれば多数の7が並ぶ特別な日となった。
- 7月19日 - 従軍慰安婦問題: 女性のためのアジア平和国民基金発足[4][8]。
- 7月23日 - 第17回参議院議員選挙投票[4]。
- 7月27日 - 九州自動車道が全線開通し、青森 - 鹿児島・宮崎間が高速道路によって結ばれる。
- 7月29日 - 石狩町女子高生誘拐事件: 北海道石狩郡石狩町（現：石狩市）で男が女子高生を誘拐し、被害者の家族に身代金1億円を要求するが、男は事件発生から約2日後の31日深夜に古平郡古平町で逮捕され、被害者も無事保護された[9]。被害者は事件をきっかけに警察官を志望し、北海道警察の1998年度女性警察官採用試験に合格した[10]。
- 7月30日 - 八王子スーパー強盗殺人事件が発生[3]。女性店員3人が殺害される。2024年時点で犯人は逮捕されておらず、未解決となっている。
- 7月31日 - コスモ信用組合が経営破綻[4]。

### 8月
- 8月1日 - 千葉都市モノレール1号線千葉みなと駅 - 千葉駅間延伸開業。
- 8月7日
  - いすゞ自動車が「ミューウイザード」を発売。
  - 第77回全国高等学校野球選手権大会が阪神甲子園球場にて開幕。
- 8月8日 - 村山内閣改造内閣発足[4]。
- 8月10日 - 東名高速道路で、過積載のトラックが観光バスに衝突。小学生ら3名が死亡。（東名山北バス事故）
- 8月15日 - 村山談話発表[4]。
- 8月21日 - 第77回全国高等学校野球選手権大会の決勝戦が阪神甲子園球場で行われ東東京代表の帝京が石川代表の星稜を3-1で下し1989年（第71回）以来6年ぶり2回目の優勝。
- 8月22日 - 日本電信電話（現NTT東日本・NTT西日本）がテレホーダイサービスを開始。
- 8月25日 - ダイハツ工業が「ムーヴ」を発売。
- 8月30日 - 兵庫銀行が経営破綻[4]。戦後初の銀行の経営破綻となった。また木津信用組合（大阪市）も同日経営破綻。
- 8月31日 - トヨタ自動車が「グランビア」を発売。

### 9月

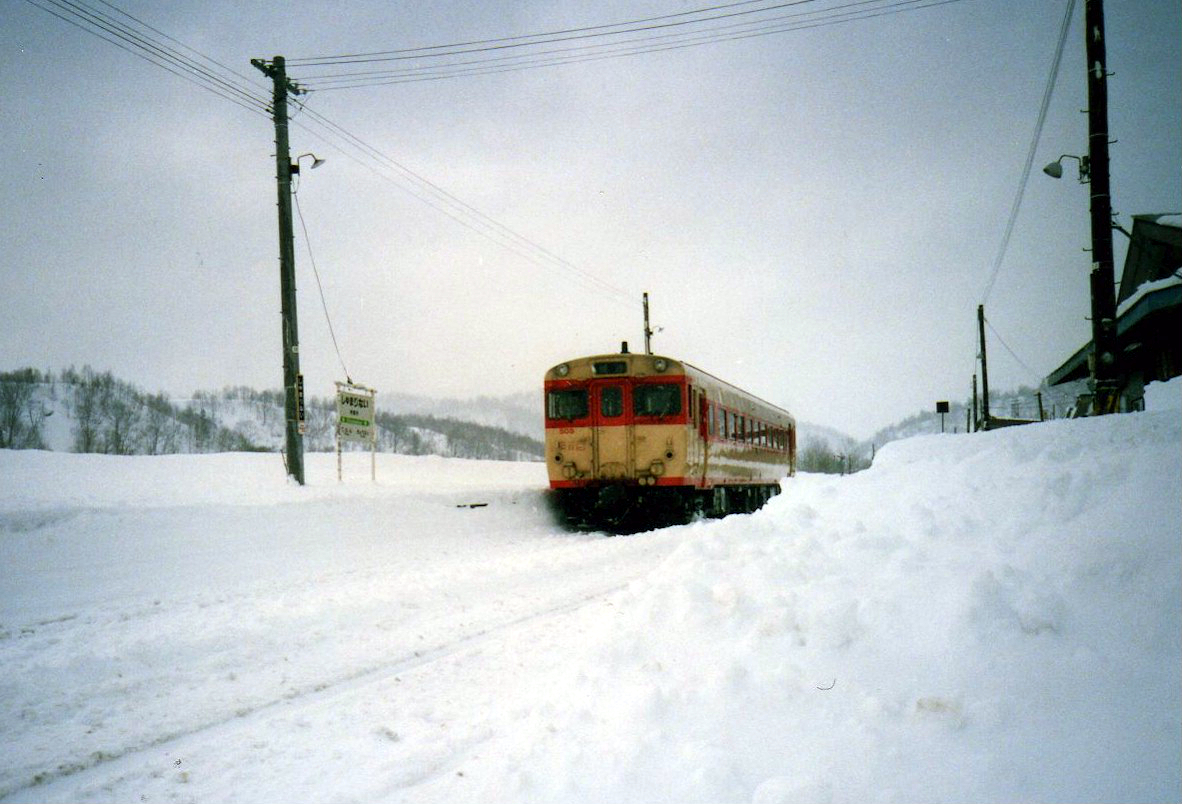
JR深名線廃止（9月4日）

- 9月1日 - JR九州の快速・普通列車がこの日以降全面禁煙となる[5]。
- 9月3日 - JR北海道深名線（深川駅 - 名寄駅）がこの日限りで廃止。
- 9月4日 - 沖縄県で12歳の女子小学生が米兵3人に強姦され負傷[3]。
- 9月5日 - 坂本堤弁護士一家殺害事件（オウム真理教事件）：教団幹部の供述により、1989年11月から行方不明になっていた弁護士の坂本堤（失踪当時33歳）と、その妻（同29歳）がそれぞれ新潟・富山両県内の山中から、遺体で発見される。その後、9月10日には長男（同1歳）が長野県内の山中から遺体で発見される。
- 9月19日 - オリックス・ブルーウェーブが対西武ライオンズ戦（西武ライオンズ球場）に勝利し、パ・リーグ優勝を達成。前身である阪急ブレーブス時代の1984年以来11年ぶりで、経営母体が阪急電鉄からオリックスに交代して以降では初となる。
- 9月20日 - 中日ドラゴンズの来季監督に星野仙一が就任することが公式発表される（1991年限りで監督退任後再就任）。
- 9月25日 - テレビアニメ『宇宙戦艦ヤマト』の古代進役などで知られた声優の富山敬が死去。
- 9月30日 - ヤクルトスワローズが神宮球場の阪神タイガース（阪神）戦に勝ち、2年ぶりセ・リーグ優勝を達成。

### 10月
- 10月1日 - 琉球朝日放送（テレビ朝日系）が開局。
- 10月2日 - 阪神梅田駅の地下街・ディアモール大阪が開業。
- 10月8日 - 東京ドームで巨人・原辰徳の引退試合（巨人対広島27回戦）が開催される。
- 10月9日
  - 新日本プロレスとUWFインターナショナルの全面対抗戦が東京ドームで行われる。
  - 本田技研工業が「CR-V」を発売。
- 10月19日 - オウム真理教事件（TBSビデオ問題）：オウム真理教信者に殺害された坂本堤弁護士のインタビュービデオの映像をTBSで放送前にオウム幹部が見ていたことが[注 1]、この日の日本テレビの報道番組がスクープ報道。
- 10月21日 - 沖縄県宜野湾市で、沖縄米兵少女暴行事件に抗議する県民総決起大会が開催される[4]。
- 10月26日 - 日本シリーズ第5戦、ヤクルト・スワローズがオリックス・ブルーウェーブを4勝1敗で下し2年ぶり日本一。
- 10月28日 - JR九州鹿児島本線美咲が丘駅開業[5]。
- 10月30日 - オウム真理教事件：東京地裁、オウム真理教に解散命令。

### 11月
- 11月1日

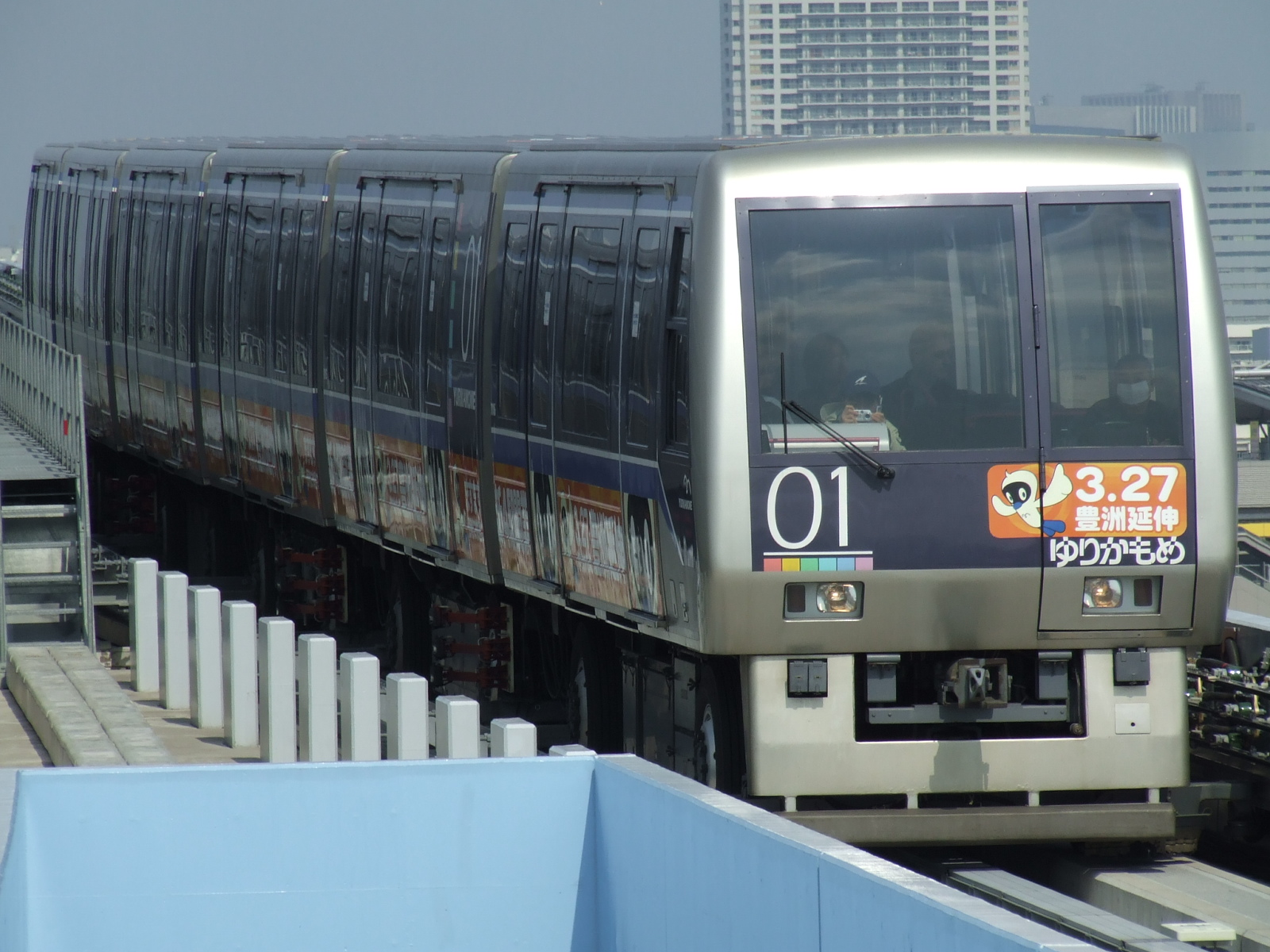
ゆりかもめ部分開業（11月1日）

  - 東京・お台場を走る新交通システム「ゆりかもめ」（新橋 - 有明）が開業。
  - 新食糧法が施行され、米の販売が原則自由化[4]。
  - 東京都の独立UHF放送局であるMXテレビ（現：TOKYO MX）が開局。
- 11月3日 - 北海道鉄道文化協議会が資金を提供し函館本線小樽駅 - 倶知安駅間に運行されていたSL列車「C62ニセコ号」がこの日限りで運行終了。
- 11月4日 - 大阪府守口市のマンションで消火器が投げ落され、その下にいた女児が死亡、住民の小学生男児が投げ落したことを認め補導。
- 11月7日 - 三好達が第13代最高裁判所長官に就任。
- 11月9日 - ロサンゼルス・ドジャースの野茂英雄、日本人として初めてナショナルリーグの新人王に選ばれる[3]。
- 11月19日 - 大阪にて第4回APEC首脳会議開催（日本での開催は初）。
- 11月23日 - Microsoft Windows 95が日本で発売開始。
- 11月26日 - 大相撲九州場所千秋楽で、史上初の兄弟による優勝決定戦が行なわれ、兄の大関若乃花が弟の横綱貴乃花を破り優勝。
- 11月27日 - 新潟県上越市の中学1年生の生徒が、いじめを苦に自殺。

### 12月
- 12月6日

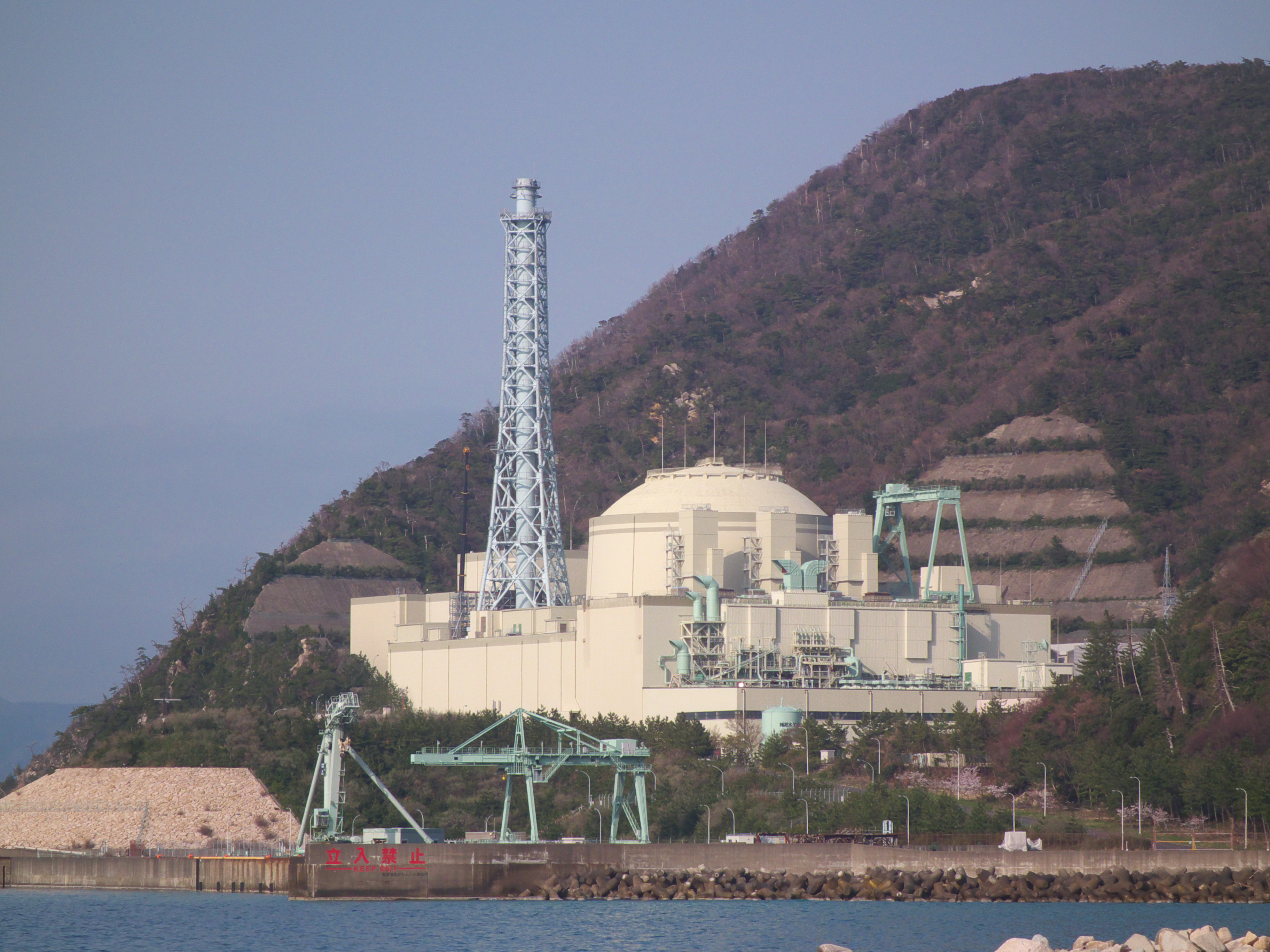
僅か250日の稼働となった高速増殖原型炉「もんじゅ」

  - 千葉県香取郡の町立中学校で、中学2年の女子生徒がいじめを苦に自殺。会見でのいじめの有無に対して二転三転し、社会問題化。
  - 東京地検、二信組事件で山口敏夫元労働大臣を特別背任容疑で逮捕。
- 12月8日 - 高速増殖原型炉「もんじゅ」のナトリウム漏洩事故が発生。
- 12月10日 - プロ野球・ヤクルトスワローズ捕手の古田敦也と、フジテレビアナウンサーの中井美穂が結婚・挙式[11]。
- 12月18日 - トヨタ自動車がタクシー・教習車向けセダン「コンフォート」/「クラウンコンフォート」を発売。
- 12月19日 - オウム真理教事件：東京高裁がオウム真理教の解散を命じた東京地裁決定を支持、同教団の解散が決定[3]。
- 12月21日 - 死刑囚（死刑確定者）3人の死刑が執行される。同日に死刑を執行された死刑囚は、名古屋女子大生誘拐殺人事件の犯人・木村修治（当時45歳、名古屋拘置所在監）と、東京拘置所・福岡拘置支所の各1人[12]。
- 12月22日 - 映画『仁義なき戦い』やTBS『3年B組貫八先生』などに出演していた俳優の川谷拓三が肺がんのため死去。
- 12月27日 - 東海道新幹線三島駅で、列車に駆け込み乗車をした17歳の男子高校生が外側から列車のドアに挟まれ、乗務員が気づかずそのまま列車を発車させたため男子高校生がホームから線路に転落し、列車に轢かれて死亡する事故が発生。

### 日付不詳
- オウム真理教事件の余波で異臭騒ぎ多発。
- 郵便局で配達記録の取り扱いが開始される（2009年2月28日をもって廃止）。
- 尊属殺人罪などの尊属加重規定の法律が正式に削除される。

## 社会

### 労働
- 生産年齢人口がピークに達する（約8726万人）

### 教育
- 小中高校にパソコン室を設置
- 土曜日が隔週で休日になる（公立）

## 自然科学
- ワイルズによるフェルマーの最終定理の証明

### 環境
- 根上隕石

### 災害
- 平成6年渇水

#### 1月
- 兵庫県南部地震
  - 阪神・淡路大震災

#### 4月
- 新潟県北部地震

#### 6月
- 平成7年梅雨前線豪雨

#### 7月
- 平成7年梅雨前線豪雨
- 7.11水害
  - 祖父谷の天然ダム湖

#### 9月
- 平成7年台風第12号

#### 11月
- F-15僚機撃墜事故

## 天候・天災・観測等
- 6月は梅雨寒で平年を下回ったが、梅雨明け後は猛暑となり、2年連続で記録的猛暑に（北日本を除く）。
- 冬（1994年12月 - 1995年2月）は並冬（ただし、当時の平均値では暖冬）。1月上旬と2月上旬に寒波が襲来。東京の初雪が2月上旬と非常に遅かった。

時系列
- 1月17日 - 阪神・淡路大震災は6434人が犠牲になる大災害となった。
- 7月11日 - 新潟県西部、長野県北部にかけて集中豪雨（7.11水害）。
- 9月17日 - 台風12号が関東地方に接近。
- 9月24日 - 台風14号が鹿児島県に上陸。
- 10月11日 - 九重山（大分県）が噴火。
- 12月25日 - 強い寒波が日本列島に流れ込み日本海側で大雪。西日本の太平洋側でも雪が降り、ホワイトクリスマスとなった地方が多かった。特に三重県では記録的な大雪となった。

## 文化と芸術

### 流行

#### 流行語
- 新語・流行語大賞
  - 大賞 - 無党派、NOMO（野茂英雄投手）、がんばろうKOBE
  - トップテン - ライフライン、安全神話、「だよね！ま、いっか」（EAST END×YURI）、変わらなきゃ、官官接待、「見た目で選んで何が悪いの!」（女優瀬戸朝香）、インターネット
- オウム真理教関連の流行語 - 「ああ言えば上祐」、「ハルマゲドン」、「ポアする」、「マインドコントロール」

#### ファッション
- GAP日本進出。
- ちびT・へそ出しルック流行
- 安室奈美恵がファッションリーダーになり、彼女のファッションに追随する女性はアムラーと呼ばれた。茶髪、ブーツ、極端な細眉流行。（安室奈美恵ブーム）
- 光沢素材流行。
- コギャル（女子高生）ブーム
  - プリント倶楽部発売。
- 東京で裏原宿系の流行始まる。

### 出版
ベストセラー
- 野口悠紀雄　『「超」勉強法』
- 春山茂雄　『脳内革命』
- 松本人志　『遺書』
- 浜田雅功　『読め!』
- 堀田力 　『堀田力の「おごるな上司!」』

#### 文学
- 芥川賞
  - 第113回（1995年上半期） - 保坂和志 『この人の閾』
  - 第114回（1995年下半期） - 又吉栄喜 『豚の報い』
- 直木賞
  - 第113回（1995年上半期） - 赤瀬川隼『白球残映』
  - 第114回（1995年下半期） - 小池真理子『恋』、藤原伊織『テロリストのパラソル』
- 江戸川乱歩賞
  - 第41回 - 藤原伊織　『テロリストのパラソル』

### 音楽
- この年は日本のCDとレコードの売り上げの中でもっともミリオンヒットを記録したCDが多かった。[要出典]
- この年から1997年にかけて、「小室ファミリー」が全盛期を迎える。安室奈美恵、trf（現TRF）、華原朋美、H Jungle with t、globeなどがヒットを連発。
- 1月23日 - 桑田佳祐＆Mr.Children、「奇跡の地球」発売。ミリオンヒット。
- 1月25日 - カヒミ・カリィ、「My First Karie」発売。同ミニアルバムに「ELASTIC GIRL」収録。
- 2月6日 - 福山雅治、「HELLO」発売。ミリオンヒット。
- 2月13日 - EAST END×YURI、「MAICCA〜まいっか」発売。ミリオンヒット。
- 2月20日 - 大黒摩季、「ら・ら・ら」発売。ミリオンヒット。
- 2月28日 - 小沢健二、「強い気持ち・強い愛/それはちょっと」発売
- 3月15日 - H Jungle with t、「WOW WAR TONIGHT 〜時には起こせよムーヴメント」発売。ダブルミリオンヒット。
- 3月24日 - THE BOOM、「風になりたい」発売。
- 4月5日 - スピッツが「ロビンソン」発売。ミリオンヒット。これによって、一気に知名度がアップした。
- 4月26日 - TUBE、「ゆずれない夏」発売
- 5月1日 - 小林武史がプロデュースするMY LITTLE LOVERがシングル「Man & Woman」でデビューし、ヒットを連発。8月21日発売の「Hello, Again 〜昔からある場所〜」がミリオンヒット。
- 5月3日 - L⇔R、「KNOCKIN' ON YOUR DOOR」発売。ミリオンヒット。
- 5月3日 - シャ乱Q「ズルい女」発売。ミリオンヒット。
- 5月10日 - 岡本真夜がシングル「TOMORROW」でデビュー。ミリオンヒット。
- 5月13日 - 平井堅がシングル「Precious Junk」（ドラマ『王様のレストラン』のエンディングテーマ）でデビュー
- 5月15日 - FIELD OF VIEWがシングル「君がいたから」でデビューし、ヒットを連発
- 5月19日 - 中島みゆき、「旅人のうた」発売。ミリオンヒット。
- 5月22日 - サザンオールスターズが「マンピーのG★SPOT」で活動を再開
- 6月1日 - 甲本ヒロトと真島昌利を中心としたTHE BLUE HEARTS解散
- 6月19日 - JUDY AND MARY「Over Drive」でブレイク。
- 6月21日 - 真心ブラザーズ、シングル「サマーヌード」発売
- 7月7日 - スピッツ、「涙がキラリ☆」発売
- 7月21日 - サニーデイ・サービス、シングル「青春狂走曲」発売
- 7月24日 - DREAMS COME TRUE、「LOVE LOVE LOVE」発売。ダブルミリオンヒット。
- 8月9日 - globeが「Feel Like dance」でデビュー
- 8月10日 - Mr.Childrenの「シーソーゲーム 〜勇敢な恋の歌〜」発売。ミリオンヒット。この曲で発生する「CD売上金」「アーティスト印税」は、全て阪神・淡路大震災の義捐金に充てられた。
- 9月3日 - 光GENJI（SUPER 5）が解散
- 10月11日 - B'z、「LOVE PHANTOM」発売。ミリオンヒット。
- 10月11日 - 華原朋美、「I BELIEVE」発売。ミリオンヒット。
- 10月18日 - 布袋寅泰、「スリル」発売
- 10月25日 - 高橋洋子「残酷な天使のテーゼ」発売。テレビアニメ『新世紀エヴァンゲリオン』オープニング曲。
- 11月1日 - Hi-STANDARD、「GROWING UP」発売。メロコアブームの礎を築いた。海外では約30万枚のセールスを記録した。
- 11月1日 - V6が「MUSIC FOR THE PEOPLE」でデビュー
- 11月8日 - 相川七瀬が「夢見る少女じゃいられない」でデビュー
- 11月24日 - SING LIKE TALKING、「Spirit Of Love」発売

### 演劇
歌舞伎
宝塚歌劇団

### 映画
- 邦画
  - 学校の怪談
  - ガメラ 大怪獣空中決戦
  - ゴジラvsデストロイア
  - 男はつらいよ 寅次郎紅の花
- 洋画
  - 2月25日 - 『マスク』日本公開

### テレビ

#### ドラマ
- 1月期
  - 『For you』（フジテレビ系）
  - 『最高の片想い』（フジテレビ系）
  - 『味いちもんめ』（テレビ朝日系）
  - 『部屋においでよ』（TBS系）
- 4月期
  - 『家なき子2』（日本テレビ系）
  - 『王様のレストラン』（フジテレビ系）
  - 『セカンド・チャンス』（TBS系）
  - 『ジューン・ブライド』（TBS系）
  - 『星の金貨』（日本テレビ系）
- 7月期
  - 『いつかまた逢える』（フジテレビ系）
  - 『新婚なり!』（TBS系）
  - 『愛していると言ってくれ』（TBS系）
  - 『金田一少年の事件簿』（日本テレビ系）
- 10月期
  - 『未成年』（TBS系）
  - 『人生は上々だ』（TBS系）
  - 『まだ恋は始まらない』（フジテレビ系）
- その他
  - 大河ドラマ 『八代将軍吉宗』（NHK大河ドラマ）
  - 〜9月 - 連続テレビ小説『春よ、来い』（NHK総合）。主演が安田成美から中田喜子に交代。
  - 6月9日 - 『北の国から'95 秘密』（フジテレビ系）
  - 6月〜7月 - 金曜時代劇『藏』（NHK）
  - 10月〜1996年3月 - 連続テレビ小説『走らんか!』（NHK総合）

報道
- 1月17日 - 阪神・淡路大震災。その間、1か月近くにわたり各局、震災関連の報道が続く。サンテレビでは通常放送を休止して震災関連のニュースを流し続けた。また2月17日にはニュースステーション（テレビ朝日系）の放送時間を拡大し、サンテレビでもネットを行った。
- 3月22日 - オウム真理教に強制捜査。以後、5月16日の麻原彰晃逮捕まで、報道番組・ワイドショーはオウム関連一色となる。特に関連特番や『スペースJ』『ブロードキャスター』（TBS系）などが高視聴率を記録した。
- 6月21日 - 全日空機ハイジャック事件。翌朝の犯人身柄確保まで各局、緊急報道体制となる。
- 12月30日〜31日 - 『関口宏の報道30時間テレビ「メディアが伝えた決定的瞬間!」』（TBS系）

バラエティなど諸分野
- 4月 - 『ポップジャム』（NHK）レギュラー放送開始。
- 4月 - 『ためしてガッテン』（NHK）放送開始。
- 4月 - 『クイズ赤恥青恥』（テレビ東京系）放送開始。
- 7月15日〜16日 - 『FNSの日・1億2500万人の超夢列島〜そのうちなんとか…23時間』（フジテレビ系）
- 10月 - 『ウッチャンナンチャンの炎のチャレンジャーこれができたら100万円!!』（テレビ朝日系）放送開始。その後、イライラ棒が大人気となる。
- この年の主な人気番組 - 『開運!なんでも鑑定団』（テレビ東京系）
- この年の主な開始番組 - 『出没!アド街ック天国』（テレビ東京系）『快傑えみちゃんねる』（関西テレビ）『筋肉番付』（TBS系）
- この年の主な終了番組 - 『さんまのナンでもダービー』（テレビ朝日系）
- 『天才てれびくん』のてれび戦士に新メンバーが加入（この内、ウエンツ瑛士が加入する〈本年度から1999年度までの5年間〉）。この度からてれび戦士の新規加入と卒業が始まる。

開局
- 4月1日 - 愛媛朝日テレビ（eat、テレビ朝日系）
- 10月1日 - 琉球朝日放送（QAB、テレビ朝日系）
- 11月1日 - 東京メトロポリタンテレビジョン（MXTV、現・TOKYO MX）

#### 特撮
- 2月〜1996年2月 - 『重甲ビーファイター』（テレビ朝日系）
- 3月〜1996年2月 - 『超力戦隊オーレンジャー』（テレビ朝日系）

### コマーシャル
| キャッチフレーズなど            | 商品名など         | メーカー         | 出演者                             | 音楽                             |
| ------------------------------- | ------------------ | ---------------- | ---------------------------------- | -------------------------------- |
| 変わらなきゃ。                  | -                  | 日産自動車       | イチロー（当時オリックス）         | -                                |
| 街のほっとステーション          | －                 | ローソン         | 高嶋政伸・中山美穂・大塚寧々ほか   | －                               |
| 平凡なハッピーじゃ物足りない    | －                 | ファミリーマート | 篠原涼子・柏原崇・柏原収史ほか     | 篠原涼子（歌）・広瀬香美         |
| あなたのメインコンビニエンス    | －                 | サークルK        | 陣内孝則・池谷幸雄・京野ことみほか | －                               |
| ♪マロニーちゃん                 | マロニー           | マロニー         | 中村玉緒                           | -                                |
| ニッポンのタイヤが変わります    | -                  | ブリヂストン     | 渥美清                             | -                                |
| （懐メロ風コント）              | 写ルンです         | 富士フイルム     | 沢口靖子・稲垣吾郎・聖飢魔IIほか   | 森雪之丞・都倉俊一ほか           |
| 見た目で選んで、何が悪いの!     | スナップキッズ     | コダック         | 瀬戸朝香                           | hitomi（歌）・小室哲哉           |
| それって、日テレ。              | 年間キャンペーン   | 日本テレビ       | -                                  | -                                |
| ゲレンデがとけるほど恋したい    | スキー用品         | アルペン         | 加藤晴彦ほか                       | 広瀬香美（歌）                   |
| ♪ジンジンジン、〜とジンで〜ジン | アイスジン         | サントリー       | 森高千里・ケムール人・大魔神ほか   | 森高千里（歌）                   |
| 気に入った。                    | ホップス           | サントリー       | 菅原文太・松方弘樹                 | -                                |
| 恋の罠しかけましょ              | スーパーホップス   | サントリー       | DREAMS COME TRUE                   | FUNK THE PEANUTS（歌）・吉田美和 |
| 川藤出さんかい!                 | モルツ             | サントリー       | 大沢啓二・川藤幸三・桂ざこば       | －                               |
| 参ったなァ…                     | BOSS               | サントリー       | 矢沢永吉                           | －                               |
| そろそろ変化球も覚えろよ、原田  | キリンシャウト     | キリンビール     | 原田芳雄・稲尾和久                 | －                               |
| そこまでやるかー!               | コスモステーション | コスモ石油       | 松本明子・松村邦洋                 | -                                |

### アニメ
アニメーション映画
- 3月4日 - 『ドラえもん のび太の創世日記』（監督：芝山努）
- 7月15日 - 『耳をすませば』（監督：近藤喜文）
- 11月18日 - 『GHOST IN THE SHELL / 攻殻機動隊』（監督：押井守）

テレビアニメ
- 1月7日 - 『アメリカ物語 ファイベルの冒険』放映開始
- 1月8日 - 『空想科学世界ガリバーボーイ』、『ちびまる子ちゃん（第2期）』放映開始
- 1月9日 - 『鬼神童子ZENKI』放映開始
- 1月14日 - 『NINKU -忍空-』放映開始
- 1月15日 -『ロミオの青い空』放映開始
- 2月4日 - 『黄金勇者ゴルドラン』放映開始
- 3月4日 - 『美少女戦士セーラームーンSS（スーパーズ）』放映開始。セーラームーンシリーズ4作目。
- 4月2日 - 『恐竜冒険記ジュラトリッパー』、『天地無用!』放映開始
- 4月4日 - 『獣戦士ガルキーバ』、『あずきちゃん』放映開始
- 4月5日 - 『ウエディングピーチ』、『ヤンボウ ニンボウ トンボウ』、『行け!稲中卓球部』放映開始
- 4月6日 - 『バイカーマイス』、『十二戦支 爆烈エトレンジャー』、『ふしぎ遊戯』放映開始
- 4月7日 - 『新機動戦記ガンダムW』、『世界名作童話シリーズ ワ〜ォ!メルヘン王国』、『スレイヤーズ』放映開始
- 4月8日 - NHKオリジナルアニメ『飛べ!イサミ』放映開始
- 4月10日 - 『ストリートファイターII V』放映開始
- 4月11日 - 『アリス探偵局』放映開始（『天才てれびくん』内で放映）
- 4月19日 - 『クマのプー太郎』放映開始
- 4月20日 - 『ビット・ザ・キューピッド、ぼのぼの（アニメ缶）』放映開始
- 6月1日 - 『H2 (漫画)』放映開始
- 7月7日 - 『ナースエンジェルりりかSOS』放映開始
- 9月9日 - 『ママはぽよぽよザウルスがお好き』放映開始
- 9月10日 - 『ご近所物語』放映開始
- 10月2日 - 『バーチャファイター』放映開始
- 10月3日 - 『爆れつハンター』、『モジャ公』放映開始
- 10月4日 - 『新世紀エヴァンゲリオン』放映開始
- 10月5日 - 『ドッカン!ロボ天どん』『あそぼトイちゃん』『闘魔鬼神伝ONI（あにめあさいち）』放映開始
- 10月6日 - 『神秘の世界エルハザード』放映開始
- 10月7日 - 『オズ・キッズ』放映開始
- 10月12日 - 『怪盗セイント・テール』放映開始

OVA

### ゲーム

#### コンピューターゲーム
アーケードゲーム
- バーチャファイター2 - 「ゲームマシン」誌 95年年間ベストヒットゲームズ25 ＴＶゲーム機ソフトウェア部門 第一位[13]
- バーチャコップ（DX/P/UP） - 「ゲームマシン」誌 95年年間ベストヒットゲームズ25 完成品タイプのＴＶゲーム機 第一位[13]
- リーサル・ウェポン3（英語版） - 「ゲームマシン」誌 95年年間ベストヒットゲームズ25 フリッパー部門 第一位[13]
- 手相占い ちょっとみせて - 「ゲームマシン」誌 95年年間ベストヒットゲームズ25 その他アーケードゲーム機部門 第一位[13]

テレビゲーム
- 1月20日 - 『ダービースタリオンIII』（SFC, アスキー）発売
- 2月24日 - 『FRONT MISSION』（SFC, スクウェア）発売
- 3月11日 - 『クロノ・トリガー』（SFC, スクウェア）発売
- 3月17日 - 『第4次スーパーロボット大戦』（SFC, バンプレスト）発売
- 3月24日 - 『ロックマン7 宿命の対決!』（SFC, カプコン）発売
- 3月31日 - 『鉄拳』（PS, ナムコ）発売
- 4月1日 - 『Dの食卓』（3DO, 三栄書房）発売
- 4月21日 - 『餓狼伝説3』（NEOGEO,SNK）発売
- 4月23日 - 任天堂の「サテラビュー」による衛星放送受信サービスが開始
- 4月28日 - 『スーパーボンバーマン3』（SFC, ハドソン）発売
- 6月30日 - 『アークザラッド』（PS, SCE）発売
- 6月30日 - 『グランヒストリア 〜幻史世界記〜』（SFC, バンプレスト）発売
- 7月14日 - 『ミスティックアーク』（SFC, エニックス）発売
- 7月21日 - 任天堂が3Dゲーム機「バーチャルボーイ」発売
- 7月21日 - 『Jリーグ実況 ウイニングイレブン』（PS, コナミ）発売
- 8月5日 - 『スーパーマリオ ヨッシーアイランド』（SFC, 任天堂）発売
- 9月30日 - 『聖剣伝説3』（SFC, スクウェア）発売
- 10月6日 - 『タクティクスオウガ』（SFC, クエスト）発売
- 10月13日 - 『ときめきメモリアル 〜forever with you〜』（PS, コナミ）発売
- 10月20日 - 『天地創造』（SFC, エニックス）発売
- 11月11日 - 『ロマンシング サ・ガ3』（SFC, スクウェア）発売
- 11月21日 - 『スーパードンキーコング2 ディクシー&ディディー』（SFC, 任天堂）発売
- 12月1日 - 『バーチャファイター2』（SS, セガ）発売
- 12月1日 - 『不思議のダンジョン2 風来のシレン』（SFC, チュンソフト）発売
- 12月1日 - 『ロックマンX3』（SFC, カプコン）発売
- 12月9日 - 『ドラゴンクエストVI 幻の大地』（SFC, エニックス）発売
- 12月15日 - 『テイルズ オブ ファンタジア』（SFC, ナムコ）発売
- 12月25日 - 『真・女神転生デビルサマナー』（SS, アトラス）発売

携帯型ゲーム
- 3月21日 - 『星のカービィ2』（GB, 任天堂）発売
- 7月27日 - 『スーパードンキーコングGB』（GB, 任天堂）発売

## スポーツ

### 総合競技大会
- 第50回国民体育大会（ふくしま国体）

### 各競技

#### 野球
日本プロ野球
- セ・リーグ優勝 - ヤクルトスワローズ
- パ・リーグ優勝 - オリックス・ブルーウェーブ
- 日本シリーズ優勝 - ヤクルトスワローズ（4勝1敗）

メジャーリーグ
- 野茂英雄投手、メジャーリーグで新人王

高校野球
- 第67回選抜高等学校野球大会優勝：観音寺中央（香川）
- 第77回全国高等学校野球選手権大会優勝：帝京（東東京）
- 第50回国民体育大会高等学校野球競技優勝：PL学園（大阪）
- 第26回明治神宮野球大会優勝：帝京（東京）

#### サッカー
Jリーグ
- 1stステージ優勝 - 横浜マリノス
- 2ndステージ優勝 - ヴェルディ川崎
- チャンピオンシップ年間優勝 - 横浜マリノス

天皇杯全日本サッカー選手権大会
- 優勝 - 名古屋グランパスエイト

#### 相撲
大相撲（幕内最高優勝）
- 初場所 - 貴乃花光司
- 春場所 - 曙太郎
- 夏場所 - 貴乃花光司
- 名古屋場所 - 貴乃花光司
- 秋場所 - 貴乃花光司
- 九州場所 - 若乃花勝（優勝決定戦で若貴対決）

#### プロレス
- プロレス大賞MVP - 武藤敬司（新日本プロレス）
- G1クライマックス優勝 - 武藤敬司（初優勝）
- 世界最強タッグ決定リーグ戦優勝 - 三沢光晴&小橋健太組「超世代軍」

#### モータースポーツ
- 全日本F3000選手権 - 鈴木利男
- 全日本F3選手権 - ペドロ・デ・ラ・ロサ
- 全日本GT選手権 - 影山正彦
- 全日本ツーリングカー選手権 - スティーブ・ソパー
- ル・マン24時間レース - 関谷正徳がマクラーレン・F1 GTRで日本人初の総合（及びGT1クラス）優勝。チーム国光ホンダの高橋国光、土屋圭市、飯田章組がホンダ・NSXでGT2クラス優勝。
- 全日本ロードレース選手権
  - スーパーバイク 青木拓磨
  - 250cc 沼田憲保

#### その他
- 東京国際女子マラソン - 浅利純子（初優勝）

## 誕生
誕生した事に特筆性のある人物等（世襲制の跡継ぎ、絶滅寸前の生物の誕生、等）を記載しています。それ以外については、Category:1995年生を参照してください。

### 1月
- 1月1日 - 山岸明生、アメリカンフットボール選手
- 1月2日 - 松崎奈波、元ファッションモデル
- 1月2日 - 村田祐基、タレント、ダンサー（超特急）
- 1月3日 - 塩野瑛久、俳優
- 1月3日 - 中村優花、バスケットボール選手
- 1月4日 - 屋比久翔平、レスリング選手
- 1月4日 - 山川和大、プロ野球選手
- 1月5日 - 齋藤友貴哉、プロ野球選手
- 1月5日 - 藤本紅美、岡山放送アナウンサー
- 1月6日 - 奥村優希、女優、タレント
- 1月6日 - 砂川信哉、クイズプレーヤー、YouTuber
- 1月7日 - 佐藤綾乃、元アップアップガールズ（仮）
- 1月12日 - 黒木辰哉、元俳優
- 1月12日 - マサイ、YouTuber（フィッシャーズ）
- 1月12日 - 進撃のノア、キャバクラ嬢
- 1月13日 - 啓周ロベルト、俳優、タレント
- 1月14日 - 那月結衣、女優、タレント
- 1月16日 - 南野拓実、サッカー選手
- 1月16日 - 山中知恵、女優、グラビアアイドル
- 1月17日 - 佐藤流司、俳優、歌手（The Brow Beat）
- 1月17日 - 照強翔輝、元大相撲力士
- 1月18日 - 望月嶺臣、サッカー選手
- 1月19日 - 星奈々、女優
- 1月20日 - 井尻晏菜、元NMB48
- 1月20日 - 笠原大芽、元プロ野球選手
- 1月24日 - 吉川峻平、プロ野球選手
- 1月25日 - 松本昌也、サッカー選手
- 1月25日 - 佐藤大樹、ダンサー（FANTASTICS from EXILE TRIBE、EXILE）
- 1月26日 - 松原聖弥、プロ野球選手
- 1月28日 - 魁勝旦祈、大相撲力士
- 1月28日 - 西村歩乃果、ラストアイドル
- 1月28日 - 知本真以子、レースクイーン
- 1月29日 - 湯川なつめ、女優、モデル
- 1月30日 - 岩佐美咲、演歌歌手、元AKB48
- 1月31日 - 尾仲祐哉、プロ野球選手
- 1月31日 - 久保田未夢、声優、アイドル（i☆Ris）

### 2月
- 2月1日 - 木村遼希―元男優―茨城県
- 2月2日 - ぺけたん―YouTuber―フィッシャーズ
- 2月3日 - 土屋太鳳―女優―ファッションモデル―タレント―東京都世田谷区
- 2月4日 - 田村翔太―サッカー選手―愛知県尾張旭市
- 2月5日 - 小野木里奈―女優―東京都
- 2月5日 - 松本友―元プロ野球選手―福岡県糟屋郡宇美町
- 2月5日 - 馬淵優佳―元飛込競技選手―兵庫県宝塚市
- 2月5日 - 丸山泰資―元プロ野球選手―愛知県常滑市
- 2月7日 - 阿波加俊太―元プロサッカー選手―北海道岩見沢市
- 2月7日 - 平谷知也―元子役男優―元男子ジュニアアイドル―京都府
- 2月7日 - 真栄城兼哉―サッカー選手―沖縄県沖縄市
- 2月8日 - 吉川尚輝―プロ野球選手―岐阜県羽島市
- 2月9日 - 守山玲愛―元女優―埼玉県
- 2月9日 - 佐藤梨那―日本テレビ女子アナウンサー―埼玉県桶川市
- 2月9日 - 若松佑弥―総合格闘家―鹿児島県薩摩川内市
- 2月10日 - 川口春奈―女優―ファッションモデル―YouTuber―長崎県五島市（旧・福江市）
- 2月10日 - 奈緒―女優―福岡県福岡市
- 2月12日 - 川栄李奈―女優―AKB48元メンバー（１１期生）―神奈川県
- 2月12日 - 日野龍樹―フィギュアスケート選手―東京都調布市
- 2月12日 - 林　悠河―プロレスラー―東京都中野区
- 2月13日 - 小池彩夢―元女優―三重県
- 2月13日 - 森野朝美―グラビアアイドル―埼玉県
- 2月14日 - 樋口裕太―男優―タレント―歌手―東京都
- 2月14日 - 渕野右登―男優―タレント―北海道
- 2月14日 - 高咲里音―女優―東京都
- 2月16日 - 松岡茉優―女優―タレント―東京都
- 2月17日 - 小島萌―女優
- 2月18日 - 田辺桃菜―北海道文化放送女子アナウンサー―北海道札幌市
- 2月19日 - 生田目翼―プロ野球選手―茨城県常陸大宮市
- 2月20日 - 是永千恵―ＮＨＫ女子アナウンサー―香川県綾歌郡綾川町
- 2月20日 - 徳永ゆうき―演歌歌手―大阪府大阪市
- 2月21日 - 高山竜太朗―プロ野球選手―鹿児島県鹿児島市
- 2月21日 - 大川立樹―フジテレビ男子アナウンサー―愛知県岡崎市
- 2月23日 - 笹野堅太―男優―東京都
- 2月24日 - 鈴木瑠華―元ファッションモデル―元子役女優―茨城県
- 2月25日 - ダーマ―YouTuber―フィッシャーズ
- 2月25日 - あいきけんた―ものまねタレント―北海道苫小牧市
- 2月27日 - 中村航輔―サッカー選手―東京都北区
- 2月27日 - 藤本七海―女優―大阪府八尾市[14]
- 2月28日 - 大亀美桜―元子役―埼玉県
- 2月28日 - 若松駿太―プロ野球選手―福岡県久留米市
- 2月28日 - 牛久絢太郎―総合格闘家

### 3月
- 3月1日 - 床田寛樹―プロ野球選手―兵庫県尼崎市
- 3月1日 - 三浦弦太―プロサッカー選手―愛知県豊橋市
- 3月3日 - 新井美生―女優―ファッションモデル―埼玉県
- 3月4日 - 相楽樹―女優―埼玉県
- 3月4日 - 山田純嘉―フィギュアスケート選手―大阪府大阪市
- 3月5日 - 志尊淳―男優、タレント―東京都
- 3月5日 - 細川藍―元女優、元タレント―神奈川県
- 3月6日 - あいみょん―シンガーソングライター―兵庫県西宮市
- 3月7日 - 菊池風磨、timelesz、タレント、歌手―東京都杉並区
- 3月7日 - 横山涼―男優―東京都
- 3月7日 - 吉田大成―プロ野球選手―千葉県浦安市
- 3月8日 - 小嶋菜月―元タレント、元女優―AKB48元メンバー（11期生）―千葉県流山市
- 3月8日 - 密照幸映―ファッションモデル―女優―埼玉県
- 3月9日 - 大沢ひかる―元女優―元タレント―東京都
- 3月9日 - 加藤桃子―女流棋士―静岡県牧之原市
- 3月9日 - 加藤るみ―タレント、SKE48元メンバー（2期生）―岐阜県
- 3月9日 - 椎名もた―ボーカロイドクリエイター（+2015年）
- 3月9日 - 原田敬伍―元騎手―大阪府大阪市
- 3月10日 - 佐久間由衣―女優―元ファッションモデル―神奈川県横須賀市
- 3月10日 - 真山隼人―浪曲師
- 3月11日 - 才川コージ―男優―タレント―Youtuber―東京都
- 3月11日 - 深井一希―サッカー選手―北海道札幌市手稲区
- 3月11日 - 里々佳―モデル―グラビアアイドル―鹿児島県
- 3月12日 - 福田花音―作詞家―元ZOC―元アンジュルム―埼玉県川越市
- 3月13日 - 秋元龍太朗―男優―東京都
- 3月13日 - 稲井桃子―女子バスケットボール選手―神奈川県小田原市
- 3月13日 - 奥原希望―女子バドミントン選手―長野県大町市
- 3月15日 - 有安杏果―シンガーソングライター―写真家―元ももいろクローバーZ―埼玉県富士見市
- 3月15日 - 井上滉稀―男優―
- 3月15日 - 中村鶴松 (2代目)―歌舞伎役者―男優―
- 3月15日 - 豊田萌絵―声優―
- 3月16日 - 瑛茉ジャスミン、タレント、モデル
- 3月16日 - MIZUKI、プロレスラー
- 3月16日 - 濵口遥大、プロ野球選手
- 3月17日 - 笠原祥太郎、プロ野球選手
- 3月17日 - 知念慶、サッカー選手
- 3月17日 - 早見あかり、女優、元ももいろクローバー
- 3月17日 - MITSUKI、ファンタ☆ピース
- 3月17日 - 山下実優、女子プロレスラー
- 3月18日 - 上西恵、女優、元NMB48
- 3月21日 - さくらゆら、元AV女優
- 3月21日 - 高木優希、俳優
- 3月22日 - 橋本わかな、女優
- 3月23日 - 合澤英旦―元ラグビー選手―岩手県釜石市
- 3月24日 - 春花、ファッションモデル、女優、ドラッグレーサー
- 3月24日 - 柾木玲弥、俳優
- 3月24日 - たける、お笑い芸人（東京ホテイソン）
- 3月27日 - 相原美咲、タレント、グラビアイドル
- 3月31日 - 疋田英美、ファッションモデル、女優、元子役

### 4月
- 4月1日 - 肉球、お笑い芸人
- 4月3日 - 岩田陽葵、女優、声優
- 4月3日 - 岸里亮佑、プロ野球選手
- 4月3日 - 澤井直人、サッカー選手
- 4月3日 - 立花はるみ、アイドル、元AV女優
- 4月3日 - 宮本丈、プロ野球選手
- 4月3日 - 武藤千春、実業家、元Flower、元E-girls
- 4月3日 - 宮澤佑、俳優
- 4月5日 - 森薗政崇、卓球選手
- 4月6日 - 櫻木麻衣羅、女優
- 4月6日 - 佐藤和哉、柔道家
- 4月6日 - 清水尚弥、俳優
- 4月6日 - 野口葵衣、NHKアナウンサー
- 4月6日 - 森本龍太郎、元Hey! Say! JUMP、元俳優、元タレント
- 4月7日 - 内田有咲、女優
- 4月7日 - 鎌滝えり、女優、元レースクイーン
- 4月8日 - 白石晴香、声優
- 4月12日 - 北之園隆生、元プロ野球選手
- 4月12日 - 木村飛影、元子役
- 4月14日 - 藤澤亮子、フィギュアスケート選手
- 4月14日 - 日下怜奈、アナウンサー
- 4月15日 - 高木和徹、サッカー選手
- 4月15日 - 橘舞、グラビアアイドル
- 4月17日 - 熊江琉唯、モデル、レースクイーン
- 4月17日 - 相良茉優、声優
- 4月17日 - 直田姫奈、声優
- 4月19日 - 小泉慶、サッカー選手
- 4月19日 - 斉藤晶、女優、元子役
- 4月19日 - 関根貴大、サッカー選手
- 4月19日 - 鶴崎修功、クイズプレーヤー
- 4月19日 - 小室さやか、元歌手
- 4月20日 - 太我、Non Stop Rabbit
- 4月21日 - 大滝友梨亜、元NGT48
- 4月21日 - 森勇人、サッカー選手
- 4月21日 - 吉田雄人、元プロ野球選手
- 4月23日 - 只埜榛奈、野球選手
- 4月23日 - 井上清華、フジテレビアナウンサー
- 4月24日 - 浅黄理紗、女優
- 4月24日 - 小屋松知哉、サッカー選手
- 4月24日 - 曽根海成、プロ野球選手
- 4月25日 - 結城るみな、AV女優
- 4月26日 - 榊原美紅、ファッションモデル、女優
- 4月28日 - ウィリアムソン師円、スピードスケート選手
- 4月28日 - 木咲樹音、元女優、元タレント
- 4月29日 - 内田裕斗、サッカー選手
- 4月30日 - 渡邉諒、プロ野球選手

### 5月
- 5月1日 - 芦澤竜誠、YouTuber、元キックボクサー
- 5月1日 - 岡部真子、元ファッションモデル
- 5月1日 - 夏吉ゆうこ、声優、歌手
- 5月1日 - 福岡みなみ、タレント、グラビアモデル
- 5月1日 - 上田幹雄、総合格闘家、空手家
- 5月2日 - 金子翔太、サッカー選手
- 5月4日 - 石田雅俊、サッカー選手
- 5月5日 - 木﨑海伸之助、元大相撲力士
- 5月5日 - 山本ソニア、ファッションモデル
- 5月6日 - 石井千也、俳優
- 5月7日 - 内山裕貴、サッカー選手
- 5月7日 - 大山啓輔、サッカー選手
- 5月7日 - 菖蒲理乃、モデル、女優
- 5月7日 - 田村花恋、舞台女優
- 5月7日 - ローズむさし、元モデル、元子役
- 5月8日 - 井上愛里沙、バレーボール選手
- 5月8日 - 田村亮介、サッカー選手
- 5月8日 - 鳥居蒼、俳優
- 5月9日 - 近藤亜美、柔道選手
- 5月9日 - 堀川美加子、元グラビアアイドル
- 5月9日 - 溝口琢矢、俳優
- 5月10日 - 堀江圭功、総合格闘家
- 5月10日 - 谷田部和沙、元AV女優
- 5月11日 - 今野龍太、プロ野球選手
- 5月11日 - 菅嶋弘希、サッカー選手
- 5月12日 - 中西智代梨、元AKB48、元HKT48
- 5月14日 - 梅村晴貴、元サッカー選手
- 5月14日 - 鶴田和志、囲碁棋士
- 5月15日 - 加藤優、野球選手
- 5月15日 - 山本涼介、俳優、ファッションモデル
- 5月16日 - 坂垣怜次、俳優
- 5月16日 - 蔵本治孝、プロ野球選手
- 5月16日 - 小阪風真、俳優
- 5月16日 - 渡辺梨加、元櫻坂46
- 5月18日 - 馬場皐輔、プロ野球選手
- 5月18日 - 馬渕有咲、元モデル、元タレント、元女優
- 5月19日 - 笹川萌、野球選手、YouTuber
- 5月20日 - 茜音、女優、タレント
- 5月21日 - 鈴木達也、俳優
- 5月23日 - ゆあま、漫画家
- 5月25日 - 塩川菜摘、タレント、キャスター、元子役
- 5月26日 - 奥村展征、プロ野球選手
- 5月27日 - 吉成将、タレント
- 5月27日 - 前田隆太朗、俳優
- 5月28日 - 中島愛蘭、ファッションモデル
- 5月28日 - 山村武寛、プロレスラー
- 5月29日 - 金子一輝、元プロ野球選手
- 5月29日 - 竹下幸之介、プロレスラー
- 5月29日 - 森田彩花、元NMB48
- 5月30日 - 内田靖人、プロ野球選手
- 5月30日 - 小谷みのり、元AV女優
- 5月31日 - 安西幸輝、サッカー選手

### 6月
- 6月1日 - 前田亜美、女優、元AKB48
- 6月1日 - 中山絵梨奈、元ファッションモデル、元女優
- 6月1日 - 宮市剛、サッカー選手
- 6月3日 - 麻生かな、グラビアアイドル
- 6月3日 - 齊藤大将、プロ野球選手
- 6月4日 - 玉井詩織、歌手（ももいろクローバーZ）、女優
- 6月5日 - 江夏詩織、ファッションモデル、女優
- 6月5日 - ケムナ誠、プロ野球選手
- 6月7日 - 名取稚菜、元AKB48
- 6月7日 - 今井みどり、モデル、レースクイーン
- 6月8日 - 小関裕太、俳優
- 6月8日 - 佐藤晴美、パフォーマー (E-girls、元Flower)、ファッションモデル、女優
- 6月8日 - 佐保明梨、アップアップガールズ（仮）
- 6月8日 - 杉浦はる香、陸上競技選手
- 6月9日 - 横田慎太郎、YouTuber、元プロ野球選手（+ 2023年）
- 6月11日 - 相澤ゆりな―元AV女優―東京都
- 6月12日 - ストロングマシン2号、ダンサー、タレント、空手家
- 6月12日 - 手塚日南人、俳優
- 6月13日 - 金子栞、タレント、グラビアアイドル、元SKE48
- 6月13日 - 小森隼、ダンサー（GENERATIONS from EXILE TRIBE）
- 6月14日 - 影山樹生弥、俳優
- 6月14日 - 西井幸人、俳優（D2、D-BOYS）、タレント
- 6月14日 - 松浦雅、女優
- 6月15日 - 平岡大樹、俳優
- 6月15日 - 田中恒成、プロボクサー
- 6月15日 - 田中樹、SixTONES
- 6月16日 - 鈴木翔太、プロ野球選手
- 6月16日 - 森香澄、タレント、フリーアナウンサー
- 6月17日 - 森川葵、ファッションモデル、女優、タレント
- 6月17日 - 塩見彩、AV女優
- 6月18日 - 松村北斗、SixTONES
- 6月21日 - 阿久津愼太郎、元俳優（元D2、元D-BOYS）
- 6月21日 - 永嶌花音、女優、声優
- 6月21日 - 馬場ふみか、女優、モデル
- 6月22日 - 石井圭太、サッカー選手
- 6月24日 - 佐々木舞、グラビアアイドル、女優
- 6月27日 - 近藤弘樹、プロ野球選手
- 6月27日 - 佐倉絵麻、女優、ファッションモデル
- 6月27日 - 田代容輔、サッカー選手
- 6月27日 - 西山朋佳、女流棋士
- 6月28日 - 安東輝、サッカー選手
- 6月28日 - 磐瀬剛、サッカー選手
- 6月28日 - 関根大気、プロ野球選手
- 6月28日 - 大森北斗、プロレスラー
- 6月29日 - 上田ナナ、女優
- 6月29日 - 大竹耕太郎、プロ野球選手
- 6月29日 - 菅原梨央、グラビアアイドル
- 6月30日 - peco、ファッションモデル

### 7月
- 7月1日 - 宮台康平、元プロ野球選手
- 7月2日 - 大野いと、ファッションモデル、女優
- 7月2日 - 金澤朋子、元Juice=Juice
- 7月2日 - 木場千景、プロレスラー
- 7月3日 - 小川直毅、サッカー選手
- 7月3日 - 汰木康也、サッカー選手
- 7月7日 - 楠本泰史、プロ野球選手
- 7月7日 - 土肥星也、プロ野球選手
- 7月7日 - 永井建成、サッカー選手
- 7月7日 - 村上海斗、元プロ野球選手
- 7月8日 - 松尾薫、女優
- 7月11日 - 中沢結、ファッションモデル、元子役
- 7月11日 - 宮下みらい、ファッションモデル
- 7月12日 - 瓜生美咲、元女優、ファッションモデル
- 7月12日 - 平良拳太郎、プロ野球選手
- 7月13日 - 永井すみれ、グラビアアイドル、元AV女優
- 7月14日 - 大平有沙、モデル
- 7月14日 - 長谷川遼、元俳優、元EBiDAN
- 7月14日 - 林愛夏、女優、元ベイビーレイズJAPAN
- 7月14日 - 東啓介、俳優
- 7月14日 - 山川里菜、ジュニアモデル
- 7月15日 - 丸山龍星、俳優
- 7月18日 - 池田彩由佳、元子役
- 7月18日 - 石田健人マルク、元プロ野球選手
- 7月18日 - 髙畑結希、元SKE48
- 7月19日 - なつぽい、女優、プロレスラー、元ジュニアアイドル
- 7月19日 - 山下七海、声優
- 7月19日 - 奥村奈未、元女子プロ野球選手
- 7月20日 - 石川亮、プロ野球選手
- 7月20日 - 砂田毅樹、プロ野球選手
- 7月20日 - 柚りし菓、女優
- 7月23日 - 川村真洋、元Z-Girls、元乃木坂46
- 7月24日 - 明生力、大相撲力士
- 7月25日 - 笠原拓巳、タレント
- 7月26日 - mekakushe、シンガーソングライター
- 7月28日 - 谷まりあ、モデル、タレント
- 7月30日 - 夕陽、元プロレスラー
- 7月31日 - 角池恵里菜、元女優
- 7月31日 - 関谷真由、女優、タレント、元アイドリング!!!32号
- 7月31日 - 八木アリサ、ファッションモデル、女優

### 8月
- 8月1日 - 上林誠知、プロ野球選手
- 8月1日 - 渡名喜風南、柔道家
- 8月1日 - 二木康太、プロ野球選手
- 8月1日 - 前寛之、サッカー選手
- 8月1日 - 槇岡瞭介、元子役
- 8月1日 - 森実咲、グラビアアイドル、元BLESS
- 8月1日 - 石原由希、アイドル（元IDO☆HOLIC）、グラビアアイドル
- 8月2日 - 久保田梨沙、元声優
- 8月3日 - 牧島輝、俳優
- 8月4日 - 糟谷健二、俳優
- 8月5日 - 平岡敬人、プロ野球選手
- 8月5日 - 長縄まりあ、声優
- 8月5日 - 横田ひかる、ファッションモデル
- 8月6日 - 瑠璃奈、ファッションモデル、女優
- 8月7日 - 安藤笑、ダンサー、Jewel☆Ciel、元NEXT GENERATION、元愛乙女☆DOLL
- 8月7日 - 大津耀誠、サッカー選手
- 8月7日 - 齊藤誠人、プロ野球選手
- 8月7日 - 高橋ひかる、グラビアアイドル
- 8月8日 - 大庭雅、フィギュアスケート選手
- 8月8日 - 加藤優磨、俳優
- 8月8日 - 成田翔吾、俳優
- 8月8日 - 森友哉、プロ野球選手
- 8月9日 - 夏緒、女優
- 8月9日 - 柳下大樹、サッカー選手
- 8月12日 - 肘原えるぼ、漫画家
- 8月13日 - 武田光司、総合格闘家
- 8月15日 - 伊藤祐奈、起業家、司会者、元タレント、元アイドリング!!!23号
- 8月15日 - 小倉唯、声優、歌手、女優
- 8月17日 - 長尾寧音、ファッションモデル、女優
- 8月18日 - 北谷史孝、サッカー選手
- 8月18日 - 平野裕志朗、プロアイスホッケー選手
- 8月19日 - 水上颯、医師、元クイズプレイヤー
- 8月20日 - 橋本彩花、女優、タレント
- 8月21日 - 高准翼、サッカー選手
- 8月22日 - 髙井俊、プロ野球選手
- 8月24日 - 桜井美晴、声優
- 8月24日 - 月嶋ルナ、元子役、元ジュニアアイドル
- 8月24日 - 土井杏南、陸上競技選手
- 8月25日 - 田崎アヤカ、タレント、ファッションモデル
- 8月25日 - 畠中槙之輔、サッカー選手
- 8月26日 - 竹村翔、俳優
- 8月27日 - 朝丘マミ、女優
- 8月27日 - 遠藤由麻、子役
- 8月27日 - 大久保祥太郎、俳優 (D2、D-BOYS)、声優、元ジャニーズJr.
- 8月28日 - 神元結莉、元女優、元モデル
- 8月28日 - 佐々木優佳里、元AKB48
- 8月29日 - 奥浪鏡、元プロ野球選手
- 8月29日 - 北村拓己、プロ野球選手
- 8月29日 - 千葉翔也、声優、俳優
- 8月30日 - 岩田絵里奈、日本テレビアナウンサー、元タレント
- 8月30日 - 愛沢さら―ニューハーフ―元AV女優―東京都
- 8月31日 - 笹田夏実、元体操競技選手
- 8月31日 - 中村祐太、プロ野球選手
- 8月31日 - 山本亜依、女優、元AKB48

### 9月
- 9月1日 - 児山祐斗、元プロ野球選手
- 9月1日 - 鈴木理子、女優、タレント
- 9月4日 - 路川あかり、女優
- 9月5日 - 細田羅夢、歌手、タレント、元子役
- 9月6日 - 藤原薫、俳優、元子役
- 9月6日 - 吉田綾乃クリスティー、乃木坂46
- 9月7日 - 大森なるみ、元モデル
- 9月7日 - 村上奈津実、声優
- 9月8日 - 川辺駿、サッカー選手
- 9月8日 - 古川侑利、プロ野球選手
- 9月8日 - 渡辺友裕、元声優、俳優、タレント
- 9月8日 - 近藤きらら、舞台俳優
- 9月9日 - 新里宏太、歌手、俳優、タレント
- 9月9日 - 三田麻央、タレント、声優、元NMB48
- 9月10日 - 加藤茜、女優
- 9月10日 - 小代優華、女優
- 9月10日 - 笘篠和馬、俳優、元ジャニーズJr.
- 9月11日 - 金井勝実、俳優
- 9月12日 - 友滝佳子、フィギュアスケート選手
- 9月12日 - 中原詩乃、ミュージカル俳優、元子役
- 9月13日 - 小清水一揮、元俳優、元子役
- 9月13日 - 柴本優澄美、女優
- 9月13日 - 長谷川優貴、女流棋士
- 9月13日 - 田村ハヤト、プロレスラー
- 9月13日 - 斉藤瑞季、女優
- 9月14日 - 木村敏靖、プロ野球選手
- 9月14日 - 小泉勇人、サッカー選手
- 9月14日 - 田口麗斗、プロ野球選手
- 9月14日 - 長島瑞穂、タレント
- 9月15日 - 與座海人、プロ野球選手
- 9月17日 - 東方伸友、元プロ野球選手
- 9月17日 - 山口真帆、女優、タレント、元NGT48
- 9月18日 - 大倉裕真、俳優
- 9月18日 - 杉野遥亮、モデル、俳優
- 9月20日 - SAYAKA、パフォーマー (Happiness、E-girls)
- 9月20日 - 反田有沙、元ファッションモデル
- 9月21日 - 大川裕太、宗教家、幸福の科学創始者大川隆法の三男
- 9月22日 - 葉月あい、女優、ジュニアアイドル
- 9月22日 - 山岡泰輔、プロ野球選手
- 9月22日 - 吉岡麗、広島ホームテレビアナウンサー
- 9月23日 - 伊藤季七子、イラストレーター、デザイナー
- 9月23日 - 小林愛実、ピアニスト
- 9月23日 - 広瀬陸斗、サッカー選手
- 9月24日 - 大谷尚輝、サッカー選手
- 9月24日 - 徳永えりか、子役
- 9月25日 - 内山奈月、元タレント、元AKB48
- 9月25日 - 原嘉孝、アイドル、俳優（timelesz、元宇宙Six）
- 9月26日 - 羽矢有佐、タレント、グラビアアイドル
- 9月26日 - 深川芹亜、声優
- 9月26日 - 和田恋、プロ野球選手
- 9月27日 - syudou、シンガーソングライター・ボカロP
- 9月27日 - 西岡良仁、テニス選手
- 9月27日 - 花田優一、靴職人、元タレント
- 9月27日 - 大町怜央、日本テレビアナウンサー
- 9月28日 - 小深田大翔、プロ野球選手
- 9月28日 - 白戸ゆめの、フリーアナウンサー
- 9月29日 - 岸優太、元King & Prince
- 9月29日 - ryuchell、モデル（+ 2023年）
- 9月30日 - 髙畑翼、俳優

### 10月
- 10月2日 - 綿貫みらる、ファッションモデル
- 10月3日 - 加藤里保菜、タレント、女優、声優
- 10月3日 - 山崎大輝、俳優、歌手、タレント
- 10月4日 - 若月健矢、プロ野球選手
- 10月5日 - 芳田司、柔道家
- 10月6日 - 秋山竣、俳優、元子役
- 10月6日 - 奥村優希、ラストアイドル
- 10月7日 - 瀬戸利樹、俳優
- 10月7日 - 力真樹、元大相撲力士
- 10月9日 - 小椋悠聖、元子役
- 10月9日 - 良原安美、TBSアナウンサー
- 10月10日 - 大塚紗英、シンガーソングライター、声優
- 10月10日 - 佐伯亮、俳優、モデル
- 10月10日 - 椎野新、プロ野球選手
- 10月10日 - 宮川哲、プロ野球選手
- 10月11日 - 山本聖悟、総合格闘家
- 10月12日 - 荻野可鈴、ファッションモデル、女優、声優、タレント、元夢みるアドレセンス
- 10月12日 - 岩瀬唯奈、モデル、コスプレイヤー
- 10月13日 - 奥ノ矢佳奈、女優、タレント
- 10月13日 - 星輝ありさ、元プロレスラー
- 10月13日 - 三宅史織、サッカー選手
- 10月14日 - 高木大輔、プロサッカー選手
- 10月15日 - 上村周平、プロサッカー選手
- 10月16日 - 後藤郁、女優、タレント、元アイドリング!!!25号
- 10月16日 - 西潟茉莉奈、NGT48
- 10月18日 - 大橋悠依、競泳選手
- 10月18日 - 津金恵、柔道選手
- 10月18日 - 林ゆめ、グラビアモデル、元レースクイーン
- 10月19日 - 池上紗理依、女優、モデル、グラビアアイドル
- 10月19日 - 村山栞妃、女優、元子役
- 10月20日 - 樺澤力也、俳優
- 10月20日 - 二瓶有加、PINK CRES.
- 10月21日 - 黒木ほの香、声優
- 10月22日 - 山本唯太、アーティスト、シンガーソングライター、タレント
- 10月22日 - 鈴木翔吾、俳優
- 10月23日 - 大森勝太朗、フィギュアスケート選手
- 10月24日 - 福岡将太、サッカー選手
- 10月25日 - タナベエミ、元風男塾
- 10月25日 - 與那城奨、JO1、歌手
- 10月26日 - 鬼頭歌乃、女優
- 10月29日 - 出口クリスタ、柔道選手
- 10月29日 - 平岡卓、プロスノーボーダー
- 10月30日 - 大久保聡美、女優
- 10月30日 - 松井裕樹、野球選手
- 10月30日 - 藤本万梨乃、フジテレビアナウンサー
- 10月30日 - 若井友希、声優、歌手、i☆Ris
- 10月31日 - 久保結季、女優
- 10月31日 - 森田美勇人、7ORDER、俳優、元ジャニーズJr（Love-tune）

### 11月
- 11月2日 - 秋奈、声優
- 11月2日 - 岡崎紗絵、モデル、女優
- 11月2日 - 栗原沙也加、女優
- 11月2日 - 高橋礼、プロ野球選手
- 11月2日 - 傳谷英里香、女優、元ベイビーレイズJAPAN
- 11月2日 - 青柳優馬、プロレスラー
- 11月3日 - 岩田宙、ファッションモデル
- 11月3日 - 壽倉雅、脚本家
- 11月3日 - 福本エミ、元ファッションモデル
- 11月4日 - 末永みゆ、女優、グラビアアイドル、DokiDoki☆ドリームキャンパス
- 11月4日 - 玉村祐典、元プロ野球選手
- 11月4日 - 長浜浩江、元プロレスラー
- 11月5日 - 岩沼佑亮、俳優
- 11月7日 - 髙橋遥人、プロ野球選手
- 11月7日 - 夏居瑠奈、元ファッションモデル、元女優
- 11月7日 - 吉岡茉祐、声優
- 11月8日 - 都築里佳、元SKE48
- 11月8日 - 藤井千帆、元女優、元タレント
- 11月8日 - 若杉好輝、サッカー選手
- 11月8日 - 渡邊佑樹、プロ野球選手
- 11月8日 - 桃月なしこ、コスプレイヤー、女優
- 11月9日 - 杉原千尋、フジテレビアナウンサー
- 11月9日 - 優月心菜、AV女優、漫画家
- 11月10日 - 井口眞緒、YouTuber、元日向坂46
- 11月10日 - 熊谷敬宥、プロ野球選手
- 11月10日 - 園部聡、元プロ野球選手
- 11月10日 - 山本大貴、プロ野球選手
- 11月13日 - 肘井竜蔵、元プロ野球選手
- 11月14日 - 北村桂香、女流棋士
- 11月14日 - 霜月めあ、コスプレイヤー
- 11月15日 - 福留仁菜、フルーツ
- 11月16日 - 立花風香、グラビアアイドル
- 11月16日 - 米本来輝、俳優
- 11月17日 - 小池亮介、俳優
- 11月19日 - 寺本明日香、体操選手
- 11月20日 - 田﨑あさひ、歌手 (Bitter & Sweet)
- 11月21日 - 柿澤司、俳優
- 11月21日 - 早川音寧、女優、タレント
- 11月22日 - 奥真奈美、モデル、タレント、元AKB48
- 11月24日 - 井之脇海、俳優
- 11月24日 - 工藤亜友、タレント
- 11月24日 - 千本木彩花、声優
- 11月26日 - 伊豆田莉奈、元AKB48・元CGM48
- 11月26日 - 山田彩、元女優、元タレント
- 11月27日 - 中田圭祐、モデル、俳優
- 11月27日 - 鎗田晟裕、元俳優
- 11月29日 - 東克樹、プロ野球選手
- 11月29日 - 阿部マリア、元AKB48 Team TP、元AKB48
- 11月29日 - 菅井友香、元櫻坂46
- 11月29日 - 光永祐也、サッカー選手

### 12月
- 12月1日 - 山上暁之進、イリュージョニスト
- 12月1日 - 吉高寧々、AV女優、グラビアアイドル
- 12月2日 - 今井理緒、元子役
- 12月2日 - 水瀬いのり、声優、歌手
- 12月3日 - 彩乃なな、元AV女優
- 12月3日 - 入山杏奈、元AKB48
- 12月3日 - 貞松響、ミュージカル俳優
- 12月4日 - カノエラナ、シンガーソングライター
- 12月5日 - 倉沢みのり、アイドル
- 12月5日 - 坂ノ上茜、女優
- 12月5日 - 嶋田慎太郎、サッカー選手
- 12月5日 - 畠中清羅、YouTuber、元乃木坂46
- 12月6日 - 土屋匠、子役
- 12月8日 - 内田侑希、気象キャスター
- 12月10日 - 岩田きく、野球選手
- 12月12日 - 伊藤寧々、女優、元乃木坂46
- 12月12日 - 高橋みのり、ラストアイドル
- 12月12日 - 山根千佳、タレント
- 12月12日 - 明音亜弥、女優、歌手
- 12月13日 - 川村悠椰、俳優、元子役
- 12月13日 - 郷田由芽、女優
- 12月13日 - 若葉美花子、女優
- 12月13日 - サーヤ、お笑い芸人（ラランド）
- 12月14日 - 松元絵里花、ファッションモデル、タレント
- 12月15日 - 桐生祥秀、陸上競技選手
- 12月15日 - 御伽ねこむ、コスプレイヤー、声優
- 12月18日 - 斉藤光香、タレント、女優
- 12月18日 - 文田健一郎、レスリング選手
- 12月19日 - 葉山奨之、俳優
- 12月19日 - 松丸亮吾、タレント、クリエイター
- 12月19日 - 結名美月、声優
- 12月20日 - 神田コウヤ、総合格闘家
- 12月21日 - 岡部来亜、タレント
- 12月23日 - 星野悠月、ファッションモデル、女優
- 12月24日 - 原望奈美、タレント、元SKE48
- 12月24日 - 福田佑亮、YouTuber、元超特急、元EBiDAN
- 12月25日 - たっくー  、YouTuber
- 12月26日 - 飯原成美、子役
- 12月26日 - 山田恵里伽、女優、元SKE48
- 12月26日 - 川村虹花、モデル、プロデューサー
- 12月27日 - 板東湧梧、プロ野球選手
- 12月27日 - 鬼塚一聖、プロレスラー
- 12月28日 - 宇賀神メグ、TBSアナウンサー、元タレント
- 12月28日 - 萩原京平、総合格闘家
- 12月29日 - 生駒里奈、女優、タレント、YouTuber、元乃木坂46
- 12月29日 - 山﨑剛、プロ野球選手
- 12月30日 - 神谷里彩、ファッションモデル、タレント
- 12月30日 - 藤原さくら、シンガーソングライター
- 12月30日 - MIMU、元Happiness、E-girls